# Katedrala Svete Krunice u Kaohsiungu
Katedrala Svete Krunice (kineski : 前金天主堂) je najstarija katolička crkva u Tajvanu, koja se nalazi u Kaohsiungu. To je sjedište kardinala iz Tajvana. Izgrađena je 1860. godine i obnovljena u svojim današnjim dimenzijama 1928. Godine 1995. dobiva titulu bazilike. Arhitektonski stil je po uzoru na doba gotike i romanike. Dizajn interijera pomalo je sličan interijeru katedrale u Manili na Filipinima. Katedrala se nalazi istočno od rijeke ljubavi, rijeke velikog kulturnog, gospodarskog i turističkog značaja. Misa se u katedrali održava svaki dan, a misa na engleskom slavi se svake nedjelje u 11:00 sati. Katedrala je poznat diljem Kaohsiunga po proslavi Badnjaka, koja traje cijelu večer prije Božića.